# Saint-Maurice-aux-Riches-Hommes
Saint-Maurice-aux-Riches-Hommes is een gemeente in het Franse departement Yonne (regio Bourgogne-Franche-Comté) en telt 392 inwoners (1999). De plaats maakt deel uit van het arrondissement Sens.

## Geografie
De oppervlakte van Saint-Maurice-aux-Riches-Hommes bedraagt 34,9 km², de bevolkingsdichtheid is 11,2 inwoners per km².
De onderstaande kaart toont de ligging van Saint-Maurice-aux-Riches-Hommes met de belangrijkste infrastructuur en aangrenzende gemeenten.

## Demografie
Onderstaande figuur toont het verloop van het inwonertal (bron: INSEE-tellingen).
1. ↑  Populations de référence 2022.